# Ветшиці
Ветшиці (пол. Wietszyce, нім. Wettschütz) — село в Польщі, у гміні Пенцлав Ґлоґовського повіту Нижньосілезького воєводства.
Населення — 193 особи (2011).
У 1975-1998 роках село належало до Легницького воєводства.

## Демографія
Демографічна структура станом на 31 березня 2011 року:
|          | Загалом | Допрацездатний вік | Працездатний вік | Постпрацездатний вік |
| -------- | ------- | ------------------ | ---------------- | -------------------- |
| Чоловіки | 95      | 16                 | 73               | 6                    |
| Жінки    | 98      | 24                 | 53               | 21                   |
| Разом    | 193     | 40                 | 126              | 27                   |